# 海俊傑
海俊傑（英語：Gabriel Harrison，1972年11月17日—），香港男演員及歌手，第十三屆新秀歌唱大賽冠軍得主，前亞洲電視藝員，現為無綫電視部頭合約藝員；2018年正式成為天盟娛樂的旗下藝人，全面發展演戲唱歌。他是無綫電視前花旦陳慧珊的表弟。

## 背景

### 早年生活
海俊傑生於九龍，曾祖父為英國人，所以他有八份一英國血統；而母系一方則有上海血統。他早年在九龍老虎岩徙置區五座（現為樂富邨）出生和成長，有一弟二妹，其中曾經參加《超級巨聲1》的海俊文（Geoffrey Harrison Jr.）為其胞弟。因祖父母輩有十二個子嗣，所以加以延伸後，其宗族親戚眾多。海俊傑的父親是一名深諳蔡李佛拳的消防員。亦是經常和李小龍切磋武藝的同校同學。而爺爺是英籍上海百樂門歌手。在世時被其所屬公司要求他改一個中文姓氏，於是在「Harrison」與上海話中，「上海」的「海」字讀音相近的情況下，把其以後的家族姓氏定名為「海姓」。海俊傑小時候常到獅子山和聯合道公園爬山。又會與鄰居打架嬉戲。及後，他向武術師傅學習詠春。加入娛樂圈往後才再向歐陽劍文深造詠春功夫。
在讀書方面，海入讀利瑪竇書院及新法書院。在學之際沒有參與校內歌唱比賽，反而到牛扒屋餐廳參加小型唱歌比賽。當他於1988年完成中四課程後，他自行停學，選擇到佐敦裕華國貨當了兩個月音響銷售員。入職期間時常在場唱歌，以此協助進行推銷。他因此而賺取不錯的收入。此前，仍就讀新法書院的海獲親戚介紹認識馮添枝，並簽約為百代唱片歌手。當年，海俊傑先在1989年十七歲那年移居美国麻省，入讀 Randolph High School。後於1991年高中畢業後被美國當地的大學取錄修讀室內設計。其後回到香港履行為期兩年、推出四張唱片的合約。不過，百代唱片出現高層變動，令他無法履行合約。他轉而參加了為期一個月、由泛亞嘉禾影業舉辦的演藝工作坊。與此同時在灣仔「熱線1000」當搬遷項目熱線的接線生和在必勝客廚房部當學廚。

### 入行經過
1993年，海俊傑亮相「第3屆先鋒歌唱比賽」。比賽過後獲華納唱片招手，惜因掛念在美國生活的女朋友而放棄加盟。不久返回美國紐約參與波士頓卡啦OK比賽。過了一年便於1994年參加無綫電視及華星唱片合辦的第十三屆新秀歌唱大賽獲得冠軍，並在比賽後翌日立即簽約華星唱片成為歌手和被安排灌錄新歌《永遠的偶像》，更獲得1994年度十大劲歌金曲頒獎典禮「最受歡迎新人獎(男歌星)銀獎」。
海俊傑出道初期只推出了一張專輯《微風中的海》，此後接近20年沒有再活躍於樂壇；原因在於他當年只顧玩樂而被公司放棄。他同年加入無綫電視，以歌視兩棲發展。其該段時期的演出因不珍惜自己的形象而由起初出演劇集男主角變成飾演奸角或配角。最後使海在1999年離開無綫往外闖。適逢有台灣監製找他拍攝《少年英雄之洪文定》，他逐漸開展其內地市場。礙於北上事業未穩定，他於2000年初過檔亞洲電視簽經理人合約，2006年約滿離開。至於電影演出部分，海俊傑有一個晚上到屯門用膳時遭到不好的待遇。結果事件被報章報導，引起了杜琪峯的注意。海遂得到機會參演電影《孤男寡女》。
海俊傑在2008年主力前往中國大陸發展，在不同省份夜場登台。2012年定居北京。這個北上機遇來自一位香港經理人聯絡他到中國大陸拍電影，但未能成事。最終待在當地一年而沒有工作洽談。海一年後回到廣東省登台唱歌。同時接拍電視劇和網絡電影。2018年3月，隨著1990年代歌手復出熱潮，他獲邀亮相無綫電視音樂節目《流行經典50年》，相隔20多年再次於香港主流觀眾前獻唱《微風中》，亦接受了多個媒體訪問，預告將會復出樂壇。同年5月正式回歸香港樂壇，透過向陳欣健表達意願兼在穿針引線下簽約加盟天盟娛樂。他於2019年5月再簽下無綫部頭合約。2020年，海俊傑在無綫劇集《法證先鋒IV》飾演聲紋專家「施見賢（Stan）」。2021年，他憑台慶劇《星空下的仁醫》「周振堯」一角入圍《萬千星輝頒獎典禮2021》「最佳男配角」最後十強。

### 家庭生活
海俊傑於2012年到北京工作期間認識了任職化妝師的妻子莫家慈，二人於2017年結婚。

## 演出作品

### 電視劇（無綫電視）
| 首播   | 劇名            | 角色              |
| 1995年 | 總有出頭天      | 陸天亮            |
| 1996年 | 天降財神        | 鮑永聰            |
| 1996年 | 緝私群英        | 陳健文            |
| 1996年 | 闔府統請        | 韋晉亨            |
| 1997年 | 當女人愛上男人  | 王志祥            |
| 1997年 | 刑事偵緝檔案III | 張日飛            |
| 1998年 | 離島特警        | 王安全            |
| 1999年 | 鑑證實錄II      | 袁天明（Anthony） |
| 2000年 | 緣份無邊界      | 李大志            |
| 2001年 | 倚天屠龍記      | 王保保            |
| 2020年 | 法證先鋒IV      | 施見賢（Stan）    |
| 2021年 | 陀槍師姐2021    | 梁兆希（梁Sir）   |
| 2021年 | 逆天奇案        | 古成鈞（古Sir）   |
| 2021年 | 把關者們        | 彭應輝            |
| 2021年 | 星空下的仁醫    | 周振堯（Paul）    |
| 2021年 | 十月初五的月光  | 祝展輝            |
| 2023年 | 法言人          | 魯兆熙            |
| 2024年 | 狀王之王        | 楊柳              |
| 2024年 | 逆天奇案2       | 古成鈞（古Sir）   |
| 2024年 | 巾幗梟雄之懸崖  | 邓桂新            |
| 2025年 | 刑侦12          | 林亦明            |

### 電視劇（中國內地）
| 首播   | 劇名             | 角色   | 備註                               |
| 2001年 | 新楚留香         | 血長空 | 中華電視                           |
| 2001年 | 少年英雄之洪文定 | 薊河洲 | 台灣飛騰電影事業                   |
| 2001年 | 黑煞之我心不死   |        |                                    |
| 2003年 | 倩女幽魂         | 一夕   | 第一媒體                           |
| 2004年 | 我愛鍾無艶       | 高手   | 新傳媒私人有限公司                 |
| 2005年 | 伙頭智多星       | 陳安   | 寰宇娛樂文化                       |
| 2005年 | 大冒險家         | 陳家明 | 一元製作室                         |
| 2006年 | 功夫足球         | 霍金   | 寰宇娛樂文化、一元製作室及英皇電影 |
| 2015年 | 雪域雄鷹         | 阿昌   | 幸福藍海影視文化集團               |

### 電視劇（其他）
| 首播   | 劇名                  | 角色   | 備註                         |
| 2000年 | 妳想的愛              | 周俊生 | 亞洲電視                     |
| 2002年 | 法內情2002            | MARCO  | 亞洲電視及新傳媒私人有限公司 |
| 2006年 | 香港奇案實錄·重裝悍匪 | 陶森   | 亞洲電視                     |
| 2006年 | 義無反顧              | 張家豪 | 亞洲電視                     |
| 2006年 | 愛火花                | Andy   | 香港電台                     |
| 2009年 | 有房出租              | 施義豪 | 香港電台                     |
| 2010年 | 火速救兵‧危機四伏     | 龍哥   | 香港電台                     |
| 2011年 | 非常平等任務·五級樓梯 | 阿Dee  | 香港電台                     |
| 2012年 | 火速救兵II‧蓄勢待發   | 南哥   | 香港電台                     |

### 電影
- 1998年：心思思
- 1999年：陰差陽錯
- 1999年：黑道風雲之收數王 飾 阿頭
- 1999年：娛樂之王 飾 Lo仔
- 1999年：山村老屍 飾 阿明
- 1999年：生命祇剩1小時
- 1999年：親蜜情人之無限誘惑
- 2000年：火爆刑警
- 2000年：緣份有Take 2
- 2000年：黑血 飾 澤助手
- 2000年：無法無天 飾 洪風
- 2000年：鬼名模 飾 John
- 2000年：賤男特警 飾 皮蛋蕉
- 2000年：猛鬼36層
- 2000年：死亡網絡
- 2000年：新三狼之歡場屠夫 飾 楊德勵
- 2000年：孤男寡女 飾 Dan
- 2000年：連環殺手
- 2001年：殺出個未來 飾 古惑仔
- 2001年：飛哥傳奇 飾 東手下
- 2001年：人頭豆腐湯 飾 阿祖（Joe哥）
- 2002年：天脈傳奇 飾 卡爾手下
- 2002年：家宅凶靈
- 2002年：35米厘：兇心人
- 2003年：五個墮落的男女
- 2003年：非典人生 飾 李醫生
- 2003年：源來是愛 飾 Tommy
- 2003年：驚變
- 2003年：援交天使
- 2003年：九龍的天空之魔鬼屠夫
- 2003年：爛命一條闖江湖之賭命
- 2003年：甘田一豪宅謀殺案
- 2003年：一個賭杷的傳說
- 2003年：風繼續吹 飾 Daffy
- 2004年：任務待續
- 2004年：中年危機
- 2005年：左輪右妳 飾 Ray
- 2015年：怪談
- 2018年：詠嘆島 飾 馬之江

### 電視電影
- 1995年：功夫特警 飾 光

### 網絡電影
- 2016年：德扑女王 飾 J先生
- 2016年：德扑女王2：雙面鬼王 飾 J先生
- 2016年：德扑女王3：決戰鳳凰匯 飾 J先生
- 2016年：江湖俠客令之群俠歸來
- 2016年：詭訂餐 飾 張大勇弟弟
- 2017年：變身愛 飾 阿俊
- 2017年：學渣保衛戰 飾 發哥
- 2018年：虎爸龍媽古惑囝
- 2019年：千門女王1、2
- 2025年：大奉打更人之世間無我這般人 飾 雲遊歌者

### 虛擬實境微電影
- 2017年：血染贖金（同時擔任監製）

### 綜藝節目
- 2011年：紅人館（路訊通）
- 2018年：流行經典50年（無綫電視，第27集）
- 2019年：流行經典50年（無綫電視，第60、79集）
- 2019年：樂勢力（無綫電視，9月27日，第158集）
- 2019年：勁歌金曲（無綫電視，10月12日）
- 2019年：善心滿東華2019（無綫電視）
- 2019年：創造經典 永遠懷念音樂巨匠 黎小田（無綫電視）
- 2019年：今日VIP（無綫電視，12月16日，第249集）
- 2020年：流行經典50年（無綫電視，第2集）
- 2020年：博愛歡樂傳萬家（無綫電視）
- 2020年：星光熠熠耀保良（無綫電視）
- 2020年：娛樂大家10點半（無綫電視）
- 2020年：勁歌金曲（無綫電視，4月18日）
- 2020年：萬眾同心公益金（無綫電視）
- 2020年：明愛暖萬心（無綫電視）
- 2020年：流行經典50年（無綫電視，第26集）
- 2021年：明星運動會前哨戰 : Fight 盡（無綫電視）
- 2021年：醫醫，我不想再病了（無綫電視，第14集）
- 2021年：Sing空下的仁醫（無綫電視）
- 2022年：新春開運王（無綫電視）

## 音樂作品

### 音樂專輯
| 唱片專輯 # | 唱片名稱   | 唱片類型 | 發行公司 | 發行日期  | 曲目 |
| ---------- | ---------- | -------- | -------- | --------- | --- |
| 1st        | 微風中的海 | 大碟     | 華星唱片 | 1994年8月 | 曲目 1. 微風中 2. 失足的感情 3. 憤怒時速 4. 一生的一生 5. See You 6. 燃燒吧！青春 7. 夢裡人 8. 灰色雨天 9. 永遠的偶像 10. 微風中（深秋的海） |

### 單曲
- 1994年《朋友心》－許志安、梁漢文、張崇基、張崇德合唱 (收錄於許志安《Heart》專輯)
- 1996年《我們不哭了》－陳奕迅、楊千嬅、何超儀合唱 (收錄於《我們不哭了》合輯)
- 1996年《闔府統請》- 無綫電視劇集《闔府統請》主題曲（收錄於《TVB30周年全紀錄》合輯）
- 1996年《自問自答》- 無綫電視劇集《闔府統請》插曲（收錄於《TVB30周年全紀錄》合輯）
- 2000年《面懵心精》- 亞洲電視劇集《少年英雄洪文定》主題曲（收錄於《勢在亞洲 超人氣電視劇主題曲巡禮》合輯）
- 2000年《愛情政治》- 亞洲電視劇集《妳想的愛》插曲（收錄於《勢在亞洲 超人氣電視劇主題曲巡禮》合輯）
- 2011年《贖罪》（國）（無出碟）
- 2012年《中藥房》（國）（無出碟）
- 2016年《愛你不變》（收錄於《黃景偉J&W個人音樂大碟》）
- 2019年《長大》（原名《更好的我》[註 5]）
- 2020年《二次緣》－李施嬅合唱
- 2021年《遙遠的她》（音樂永續作品）
- 2021年《左右手》（音樂永續作品）

### 派台歌曲成績
| 派台歌曲成績（四台） | 派台歌曲成績（四台）     | 派台歌曲成績（四台） | 派台歌曲成績（四台） | 派台歌曲成績（四台） | 派台歌曲成績（四台） | 派台歌曲成績（四台）                                                 | 派台歌曲成績（四台）                                                 |      |
| -------------------- | ------------------------ | -------------------- | -------------------- | -------------------- | -------------------- | -------------------------------------------------------------------- | -------------------------------------------------------------------- | ---- |
| 唱片                 | 歌曲                     | 903                  | RTHK                 | 997                  | TVB                  | 備註                                                                 | 備註                                                                 |      |
| 1994年               |                          |                      |                      |                      |                      |                                                                      |                                                                      |      |
| 微風中的海           | 永遠的偶像               | 30                   | -                    | -                    | -                    | OT:やまだかつてないWINK` （さよならだけどさよならじゃない）          | OT:やまだかつてないWINK` （さよならだけどさよならじゃない）          |      |
| 微風中的海           | 微風中                   | 26                   | -                    | -                    | -                    | 原唱為孫明光                                                         | 原唱為孫明光                                                         |      |
| 1995年               |                          |                      |                      |                      |                      |                                                                      |                                                                      |      |
| Heart                | 朋友心                   | -                    | -                    | -                    | -                    | 與許志安、梁漢文、張崇基、張崇德合唱 OT：中島美雪 ~ 空と君のあいだに | 與許志安、梁漢文、張崇基、張崇德合唱 OT：中島美雪 ~ 空と君のあいだに |      |
| 微風中的海           | 憤怒時速                 | -                    | -                    | -                    | -                    |                                                                      |                                                                      |      |
| 1996年               |                          |                      |                      |                      |                      |                                                                      |                                                                      |      |
| 我們不哭了           | 我們不哭了               | -                    | -                    | -                    | 10                   | 與陳奕迅、楊千嬅、何超儀合唱                                         | 與陳奕迅、楊千嬅、何超儀合唱                                         |      |
| 2019年               |                          |                      |                      |                      |                      |                                                                      |                                                                      |      |
|                      | 長大                     | -                    | -                    | -                    | -                    |                                                                      |                                                                      |      |
| 派台歌曲成績（五台） |                          |                      |                      |                      |                      |                                                                      |                                                                      |      |
| 唱片                 | 歌曲                     | 903                  | RTHK                 | 997                  | TVB                  | ViuTV                                                                | 備註                                                                 | 備註 |
| 2020年               |                          |                      |                      |                      |                      |                                                                      |                                                                      |      |
| 李施嬅 Selena Lee    | 二次緣                   | -                    | -                    | 4                    | 7                    | ×                                                                    | 與李施嬅合唱 加拿大至 HIT 中文歌曲排行榜: 9                          |      |
| 2021年               |                          |                      |                      |                      |                      |                                                                      |                                                                      |      |
|                      | 一切出門之後可能發生的事 | -                    | -                    | 4                    | -                    | ×                                                                    |                                                                      |      |
| 2022年               |                          |                      |                      |                      |                      |                                                                      |                                                                      |      |
|                      | 平行時空                 | -                    | -                    | -                    | -                    | ×                                                                    |                                                                      |      |

| 各台冠軍歌總數 | 各台冠軍歌總數 | 各台冠軍歌總數 | 各台冠軍歌總數 | 各台冠軍歌總數 | 各台冠軍歌總數    | 各台冠軍歌總數    | 各台冠軍歌總數 |
| -------------- | -------------- | -------------- | -------------- | -------------- | ----------------- | ----------------- | -------------- |
| 四台a          | 903            | RTHK           | 997            | TVB            | 備註              | 備註              | 備註           |
| 四台a          | 0              | 0              | 0              | 0              | 四台冠軍歌總數：0 | 四台冠軍歌總數：0 |                |
| 五台b          | 903            | RTHK           | 997            | TVB            | ViuTV             | 備註              |                |
| 五台b          | 0              | 0              | 0              | 0              | 0                 | 五台冠軍歌總數：0 |                |

- （*）上榜中
- （-）未能上榜
- （×）沒有派往該台
- ^  注解a：包括2020年後的冠軍歌曲
- ^  注解b：2020年起

## 外部連結
- 海俊傑的Facebook專頁
- 海俊傑的Instagram帳戶
- 海俊傑的新浪微博
- 海俊傑在香港影庫上的簡介
- 海俊傑在豆瓣上的资料（简体中文）
- 海俊傑在时光网上的簡介（简体中文）